# Marcos Guillermo Samso
Marcos Guillermo Samso (Buenos Aires, 24 de abril de 1973) es un exfutbolista y entrenador argentino que jugaba como delantero actualmente retirado.

## Biografía
Durante toda su carrera como futbolista, Samso jugó en Argentina, y en 2003 comenzó su carrera como dirigente al asumir el cargo de director en el equipo «Cadetes de San Martín».
Desde 2009 hasta 2016 trabajó en «Racing de Trelew», luego se trasladó a Japón y fue asistente del entrenador principal del club «JEF United» dirigido por Juan Esnaider durante varios años. En marzo de 2019, Samso fue despedido junto con Esnaider.
A finales de 2019, se convirtió en asistente del entrenador español Ramón Català en la academia del «Dínamo» (Kiev) y será el coordinador de los equipos juveniles del «Dínamo». Actualmente, dirige al Persas FC en la nueva Américas Kings League Santander.